# Баррозу (Бразилия)
Баррозу (порт. Barroso) — муниципалитет в Бразилии, входит в штат Минас-Жерайс. Составная часть мезорегиона Кампу-дас-Вертентис. Входит в экономико-статистический микрорегион Барбасена. Население составляет 19 353 человека на 2006 год. Занимает площадь 81,726 км². Плотность населения — 236,8 чел./км².

## История
Город основан 12 декабря 1953 года.

## Статистика
- Валовой внутренний продукт на 2003 год составляет 143 964 390,00 реалов (данные: Бразильский институт географии и статистики).
- Валовой внутренний продукт на душу населения на 2003 год составляет 7618,37 реалов (данные: Бразильский институт географии и статистики).
- Индекс развития человеческого потенциала на 2000 год составляет 0,745 (данные: Программа развития ООН).

## География
Климат местности: горный тропический.

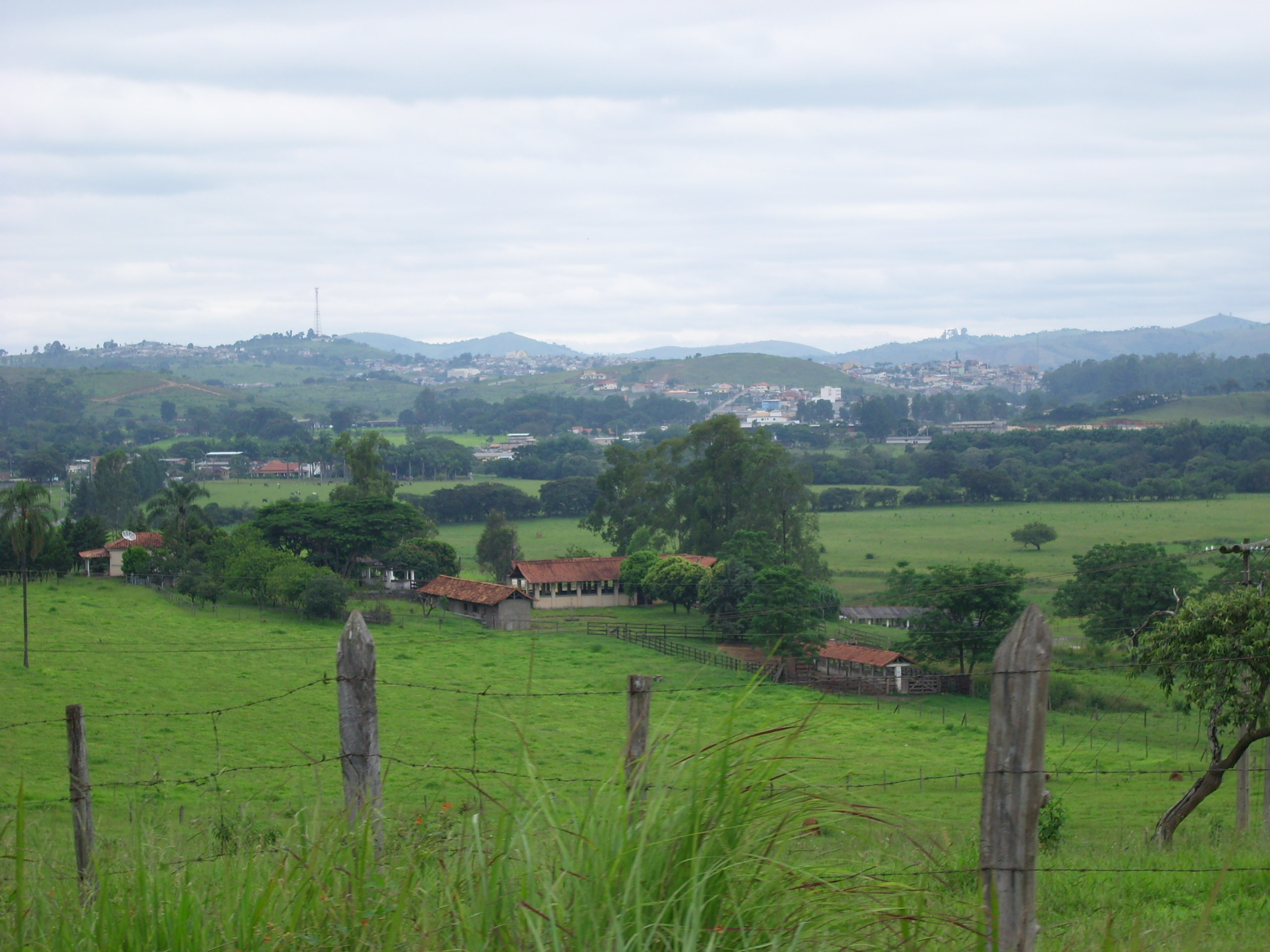

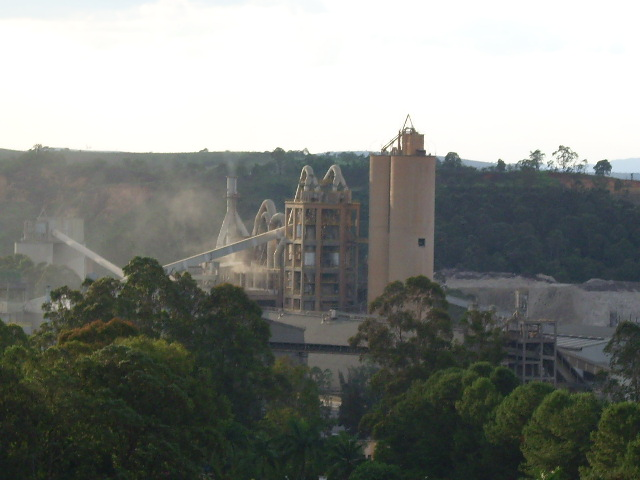